# 滿德坤
滿德坤（1776年—1837年），山東省兗州府滕縣（山東省滕州市）人，清朝軍事將領、武進士及第。
嘉慶五年（1800年），武舉中試；嘉慶六年（1801年），登武進士一甲第二名，授二等侍衛。嘉慶十一年（1806年），任直隸提標前營遊擊。嘉慶十九年（1814年），任湖南臨武營參將。嘉慶二十年（1815年），任直隸務關路參將。道光元年（1821年），任江南漕標中營副將。
道光三年（1823年），降千總。道光七年，任都司。道光九年（1829年），任山西蒲州協副將。道光十三年（1833年），任湖北鄖陽鎮總兵。